# Génération écologie
Génération écologie (GÉ) és un partit ecologista francès de centreesquerra fundat al 1990. Inicialment, l'ambició del partit era aglutinar les diferents tendències polítiques no vinculades als Verds.

## Història
Arran del mandat ministerial de Brice Lalonde, es va formar el moviment GÉ amb multitud d'activistes ecologistes, molts dels quals provenien dels Amics de la Terra. Va ser creat per iniciativa de François Mitterrand per competir amb els Verds abans de les eleccions regionals de 1992 i posteriorment a les legislatives de 1993. El fet que GÉ recolzés llavors l'ús de l'energia nuclear i l'existència d'una força de dissuasió nuclear francesa va fer que alguns observadors, als anys 90, es neguessin a qualificar el partit d'ecologista.
L'any 1994, al congrés de Laval, Lalonde va ser reelegit president i van acordar no integrar-se en llistes unitàries de l'esquerra. En conseqüència, un terç dels delegats van abandonar GÉ, passant la majoria als Verds, els quals sí van apostar per candidatures de l'esquerra.
Després de constatar la deserció de Jacques Delors, el consell nacional de GÉ, reunit a París, va demanar el vot per Jacques Chirac a les eleccions presidencials de 1995, abans de signar un acord amb Démocratie libérale el 1998.
Reelegit president al congrés de Lille el 1997 i després al congrés de Tolosa de l'any 2000, Brice Lalonde va continuar els seus acords amb Democràcia Liberal tot afirmant el seu desig de reunir els ecologistes "no verds". Després d'haver treballat per crear l'UDF al costat de Valéry Giscard d'Estaing, France Gamerre es va incorporar al moviment aquell mateix any. Explicava la seva elecció mitjançant la seva observació que l'ecologia s'utilitzava massa sovint com a argument electoral o com a coartada.
Les eleccions legislatives de 2002 van ser un fracàs, Brice Lalonde va renunciar llavors a la presidència i al congrés extraordinari a Marsella, France Gamerre, tinent d'alcalde de Marsella, va ser escollit nou president. En aquesta nova etapa es modificaria el nom a Génération Écologie-Les Bleus i s'acceptaria el suport extern a la majoria presidencial de dretes.
Reelegit com a cap del partit l'any 2005, France Gamerre es va comprometre a aplicar de nou una política de coordinació amb altres partits ecologistes. Va ser sota el seu lideratge que es va arribar a un acord per a les eleccions legislatives de 2007 amb el Moviment Ecologista Independent (MEI), el Moviment Human Animal Natura (MHAN) i Le Trèfle - Les nouveaux écologistes. L'oficina nacional decideix tanmateix retornar al nom original Génération Écologie.
GÉ va celebrar la seva 8a convenció nacional l'any 2008. France Gamerre va anunciar la seva intenció de no presentar-se a un nou mandat, d'acord amb el principi de limitació de mandats propugnat pel partit. Encara que France Gamerre va donar suport a Yves Piétrasanta, va ser Jean Noël Debroise qui va ser elegit president i el va succeir.
El 2009, GÉ va unir forces amb el MEI i La France en action per formar l'Aliança Ecologista Independent (AEI), una coalició que va presentar sense èxit llistes a les eleccions europees de 2009.
L'any 2011, Yves Piétrasanta, tornat al partit, va ser escollit president durant la seva 9a convenció nacional. Al final d'un ampli debat sobre el futur i els objectius de l'ecologia política, van acordar la creació d'un "pol radical i ecològic" basat en "valors socials, humanistes, republicans, ecològics i europeus", aprovant un apropament al Partit Radical d'Esquerra (PRG). En octubre de 2015 va formar la coalició Unió de Demòcrates i Ecologistes amb Ecologistes! i Front démocrate. Al 2016 signen un acord amb Cap21 de cara a les eleccions del 2017, en les quals presenten candidats conjuntament amb el PRG.
El 2 de maig de 2018, Delphine Batho anuncia que deixava el PS i que ocuparia la presidència de GÉ al setembre, succeint a Yves Piétrasanta. Va ser escollida presidenta del partit el 10 de setembre de 2018.
El 18 de desembre de 2020, GÉ, Cap21 i l'Aliança Ecologista Independent (ara com a partit propi), anuncien la creació d'una plataforma de coordinació comuna. Durant aquest anunci, Corinne Lepage va insistir en el fet que la línia política de Cap 21, GE i l'AEI "no estan en absolut en una línia d'acord amb La France insoumise, que de vegades resulta molt ambigua per a EELV en determinades parts del territori".
El 2021, al partit s'hi van sumar els diputats Hubert Julien-Laferrière (que serà exclòs el setembre de 2023) i Cédric Villani, tots dos elegits el 2017 sota el segell La République en marche.
De cara a les eleccions presidencials del 2022 , GÉ s'incorpora al Pol Ecologista, impulsat per EELV.

## Resultats electorals

### Eleccions legislatives
| Any   | 1a volta | 1a volta | 2a volta | 2a volta | Escons  | +/- | Govern            |
| Any   | Vots     | %        | Vots     | %        | Escons  | +/- | Govern            |
| ----- | -------- | -------- | -------- | -------- | ------- | --- | ----------------- |
| 1993  | 920 643  | 3,64     | 17 403   | 0,09     | 0 / 577 | Nou | Extraparlamentari |
| 1997  |          |          |          |          |         |     |                   |
| 2002  |          |          |          |          |         |     |                   |
| 2007  |          |          |          |          | 0 / 577 | =   | Extraparlamentari |
| 2022a | 110.650  | 0,49     | 131.614  | 0,63     | 2 / 577 | 2   | Oposició          |
| 2024b | 25.435   | 0,08     | 37.808   | 0,14     | 1 / 577 | 1   | Oposició          |

- a Dins de NUPES.
- b Dins del Nouveau Front populaire.